# Monte Giove (Elba)
Il Monte Giove è una montagna dell'isola d'Elba. 
(Guglielmo Della Valle, Lettere sanesi, 1784)

## Ambiente
La montagna è alta 855 m e si trova nel settore occidentale dell'isola d'Elba, all'interno del massiccio del Monte Capanne e nel territorio comunale di Marciana.
Sulle pendici orientali, lungo il corso dell'Uviale di Capepe, si trovano due rare stazioni botaniche di Alnus cordata e Salix atrocinerea.

## Storia
La vetta bicorne del Monte Giovo (forma attestata nel XIX secolo) o Monte Giove - toponimo derivante dal latino iugum («giogo montano») - fu sede di un insediamento riferibile ad una fase avanzata dell'Età del Bronzo.
Fu il primo abitato preistorico elbano oggetto di una campagna di scavo; nel 1959 infatti, su segnalazione di Enrico Lombardi, rettore del vicino santuario della Madonna del Monte, l'archeologo Giorgio Monaco intraprese uno scavo di m 10 x 2 nella sella tra le due cime (quota 840 m) che portò alla luce migliaia di frammenti ceramici ad impasto grossolano con ingobbio esterno riferibili a ciotole carenate e vasi troncoconici; nella stessa occasione furono rinvenuti una macina, un macinello e un'ascia-martello. Monaco, tuttavia, vi ravvisò erroneamente una «stipe votiva» anziché un sito insediativo.
A mezza costa del Monte Giove, presso un contrafforte roccioso (682 m) chiamato Monte Catino o Coppa al Nappo, sono state rinvenute (1982 e 1988) due sepolture rupestri databili tra la metà del VII e gli inizi del VI secolo a.C.; i corredi funerari erano composti da aryballoi globulari e patere etrusco-corinzi, kylikes ioniche d'imitazione etrusca, kantharoi di bucchero, un'armilla d'argento, fibule e ditali di bronzo (Museo archeologico di Marciana).

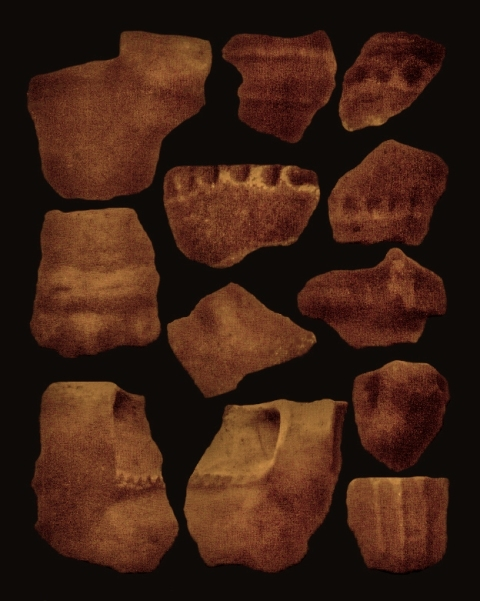
Frammenti ceramici dell'Età del Bronzo rinvenuti a monte Giove (Museo archeologico di Marciana)

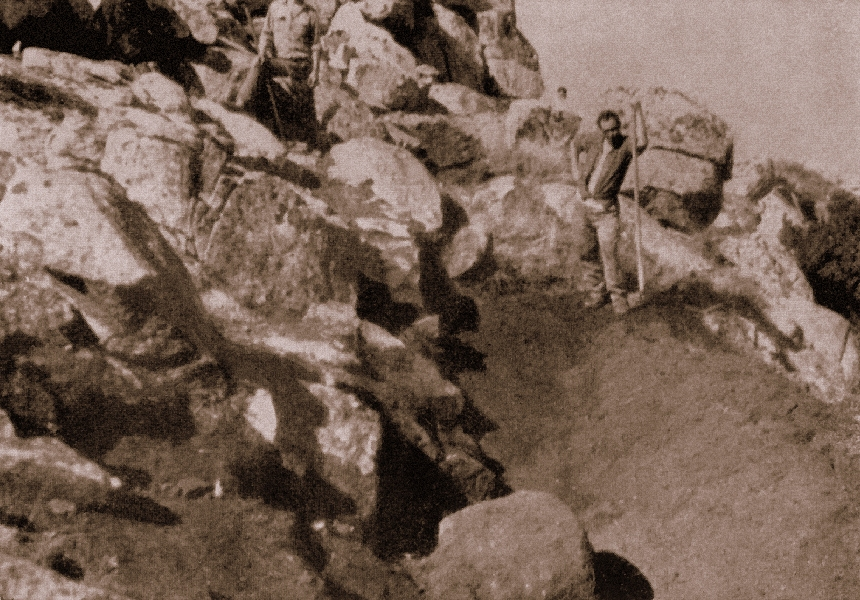
Lo scavo del 1959

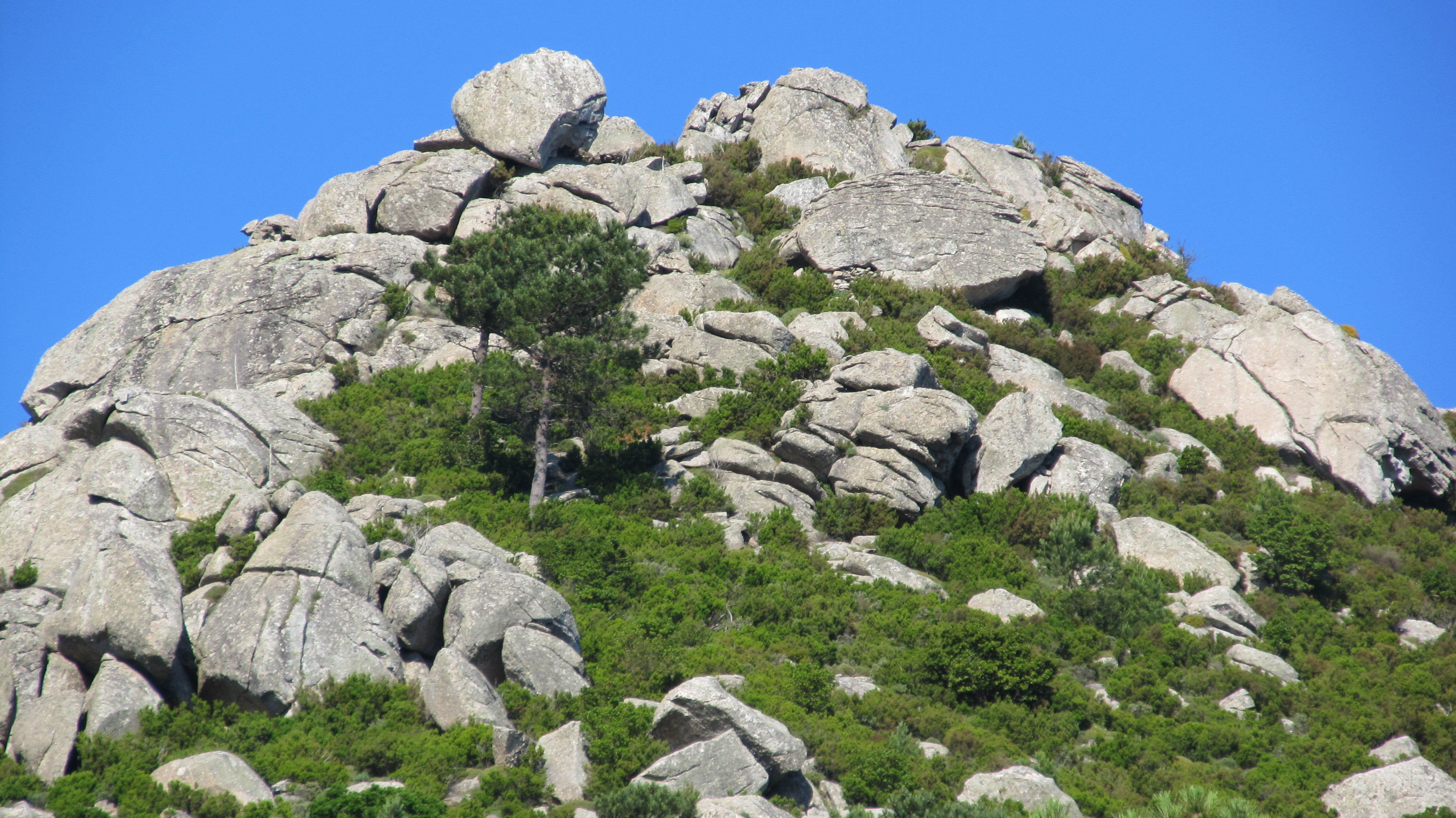
La necropoli rupestre di Montecatino